# كوغويوس فيغا
بلدية كوغويوس فيغا (بالإسبانية: Cogollos Vega) هي بلدية تقع في مقاطعة غرناطة التابعة لمنطقة أندلوسيا جنوب إسبانيا.

## الديموغرافيا
بلغ عدد سكان بلدية كوغويوس فيغا 2.029 نسمة عام 2011 (وفقاً للمعهد الوطني الإسباني للإحصاء).
| 2.035 | 2.020 | 1.980 | 2.076 | 2.068 | 2.083 | 2.029 |